# オシリス (小惑星)
オシリス (1923 Osiris) は、小惑星帯に位置する小惑星。パロマー天文台のトム・ゲーレルスと、ライデン天文台のファン・ハウテン夫妻が発見した。

## 名称
エジプト神話に登場する生産の神で、死後は冥界の王として君臨したオシリスに因んで命名された。
命名は1979年11月の小惑星回報（MPC 5013）で公表された。同時に、ゲーレルスとファン・ハウテン夫妻が発見した小惑星に、オシリスの子である (1912) アヌビス、(1924) ホルス の名が付けられた。
なお、オシリスとイシスの伝説に関係する神格では、ほかに (42) イシス、(287) ネフティス などが命名されている。(5009) セトス はセト神が直接の由来ではなく、エジプト王セティ1世に因んだものである。

## 註
1. ↑  MPC 5013（1979年11月1日）